# Brev til en kristen nation
Brev til en kristen nation (originaltitel: Letter to a Christian Nation) er en bog skrevet af den amerikanske faglitterære forfatter Sam Harris som opfølger til bestselleren Troens Fallit.
Bogen er et opgør mod kristen fundamentalisme og blind tro og er skrevet som et svar på de mange henvendelser – nogle temmelig aggressive – fra kristne, der var forargede og vrede over hans angreb på deres religion i hans første bog. I bogen gendriver Harris de argumenter – fra intelligent design til profetien om dommedag – som kristne ofte fremfører.
Harris argumenterer for, at hverken kristendommen eller islam er fredelige religioner, som ekstremister har taget som gidsel. Derimod er de, immune som de er over for fornuft og videnskab, trusler i sig selv. Han insisterer på, at de normer der gælder for videnskabelige udsagn og argumenter ligeledes må gælde for religiøse. I modsat fald bliver troen et carte blanche til at fordreje kendsgerninger og give fantasifostre substans.
Forfatteren giver selv følgende begrundelse for at have skrevet bogen:
"45% af alle amerikanere er overbeviste om, at Jesus vil genopstå inden for de næste 50 år og dømme såvel levende som døde. Ifølge den mest almindelige fortolkning af bibelsk profeti, vil han imidlertid kun genopstå efter at alt er gået grueligt galt her på Jorden. Det er derfor ikke en overdrivelse at sige, at hvis New York pludselig forvandles til en brændende ruinhob, vil en signifikant procentdel af den amerikanske befolkning se et glimt af håb i den resulterende paddehattesky, idet det for dem antyder at det bedste der nogensinde kan ske, er på vej til at ske: genopstandelsen af Jesus Kristus. Det burde være ganske åbenbart, at den slags tro ikke er befordrende i forhold til at skabe en bæredygtig fremtid for os selv – socialt, økonomisk, miljømæssigt eller geopolitisk. Forestil Dem hvilke konsekvenser det ville have, hvis en signifikant del af den amerikanske regering rent faktisk troede, at denne verden er på tærsklen til at gå under, og at dette i givet fald vil være en gloriøs begivenhed. Det faktum, at næsten halvdelen af den amerikanske befolkning tilsyneladende tror på dette – ene og alene på basis af religiøs dogmatik – burde betragtes som en moralsk og intellektuel nødsituation. Denne bog er mit svar på denne nødsituation."

## Eksterne referencer
- Officiel hjemmeside (engelsk)
- Beskrivelse af bogen på forfatterens hjemmeside Arkiveret 29. december 2010 hos  Wayback Machine (engelsk)